# Club Sportivo Dock Sud
El Club Sportivo Dock Sud es un club de fútbol argentino ubicado en Dock Sud, Avellaneda. Fue fundado el 1º de septiembre de 1916. Su estadio lleva el nombre de Estadio de los Inmigrantes y tiene una capacidad de 6.500 personas. Actualmente se desempeña en la Primera B, tercera categoría del fútbol argentino para los clubes directamente afiliados a la Asociación del Fútbol Argentino.
Comenzó a participar de los campeonatos de AFA a partir de 1917, cuando se integró a la Tercera División. Desde entonces, ha participado de siete temporadas de la máxima categoría del fútbol argentino, obteniendo su mayor logro en 1933 cuando se consagró campeón de la Primera División de la AFAP, su único título de primera hasta la fecha.

## Historia

### Origen del nombre
Su nombre anterior fue San Martín de Juniors. De ese desprendimiento surgió el Club Atlético Dock Sud (camiseta celeste y blanca a rayas verticales). Luego de la desaparición de este club se creó Sígame Si Puede, de camiseta de color verde y roja a rayas verticales y primitiva camiseta de nuestra institución, para llegar al actual Club Sportivo Dock Sud, nombre dedicado en homenaje al pueblo laborioso de la zona que ganó en la moción sobre los nombres: Picaflor Porteño, Peñarol Argentino y Nelson.

### Fundación
El club tuvo una doble fundación. La primera: en 1913 fue fundado el Club Atlético Dock Sud, con jugadores alejados del Club San Martín Juniors, cuyos colores de la camiseta eran celeste y blanca y la cancha estaba ubicada en un terreno situado al costado oeste de la Usina CATE. Sin embargo, al año siguiente se disolvió. Parte de los jugadores se siguieron reuniendo y formaron el equipo de fútbol denominado "Sígame Si puede", que ante los buenos resultados decidieron formar un club.
Así, el 1 de septiembre de 1916 se fundó el Club Sportivo Dock Sud y la primera camiseta era de color azul y celeste en bastones verticales, que al no poder conseguir de estos colores utilizó una a rayas verdes y coloradas. Al año siguiente, cambió por los definitivos azul y oro en franjas verticales, que llega hasta la actualidad. El primer presidente fue Adolfo Cerrone.

### Primeros años
En 1917 se afilió a la Asociación Argentina de Football, participando de la Segunda División, correspondiente a la tercera categoría por aquellos años, e inauguró su campo de deportes.
Durante 1919, el football porteño sufre su segunda escisión, provocando que varios clubes sean expulsados y desafiliados de varias divisiones. En esa situación, Dock Sud decide mantenerse en la Asociación. Con la reducción de equipos, las posibilidades de ascenso aumentaron para los equipos que quedaron, ya que a fines de ese año varios clubes son promovidos a Intermedia.

#### Ascenso a División Intermedia
El 3 de octubre de 1920, el club logró el ascenso a División Intermedia, tras vencer por 2 a 0 a la tercera de Estudiantes de La Plata y así asegurarse de forma invicta la cima de la Zona Sur.

### La llegada a Primera
El torneo de Intermedia de 1921 tuvo un irregular desarrollo, siendo suspendido y reorganizado durante la disputa. La Asociación resolvió que los clubes de las zonas Norte y Sur compitieran por un ascenso. Así, Dock Sud se adjudicó la plaza en la máxima categoría luego de vencer en dos finales a Liniers, que trajo aparejado el ascenso a Primera División a partir de 1922 donde jugó su primer partido frente a Boca Juniors y en continuado disputó los partidos en Primera División.
A la vez, la búsqueda de una nueva cancha. Así consiguió en 1922 el terreno ubicado entre las calles Facundo Quiroga y Nuñez y lo inauguró recibiendo a Boca Juniors.

### En Primera División B
A finales de 1926, luego del arbitraje del propio Presidente Marcelo T. de Alvear, se resolvió la unificación del fútbol, relegando a gran parte de la Primera División de la exAsociación Argentina al ascenso. Así fue como Dock Sud pasó a la Primera División B en febrero de 1927.
En 1931, el football porteño volvió a dividirse, esta vez para dar pie al profesionalismo. En sus condiciones, Dock Sud debió continuar en la Asociación amateur, que mantuvo su afiliación a la FIFA.

### El regreso a Primera
El 13 de noviembre de 1932, a falta de un partido pendiente, Dock Sud se consagró campeón de la Primera B tras vencer por 1 a 0 a 25 de mayo, asegurando la cima del campeonato tras ganar 17 de los 25 partidos que disputó, retornando a la máxima categoría tras seis años.

#### Campeón de Primera División
En 1933 salió campeón de Primera División luego de empatar en la última jornada ante Banfield por 1 a 1, manteniendo la mínima ventaja por su inmediato perseguidor Nueva Chicago, que se vió subcampeón. De este modo, logró consagrarse campeón como vigente campeón de la segunda categoría, una marca que no se repitió hasta 1987 por Rosario Central. En lo institucional, consiguió la Personería Jurídica.
El éxito del equipo, le valió a varios de sus jugadores el poder integrar la selección argentina que participó en la Copa del Mundo de 1934.

### Era profesional: regreso al ascenso
La unificación del fútbol profesional y amateur conllevó a que el club comience a jugar en la Segunda División a partir de 1935. 
En el torneo de 1936 fue primero entre los equipos de Ascenso fue campeón entre los equipos de segunda y se les entregaron sendas medallas por la consagración.
En 1948  fue ganador de su Zona pero finalmente no hubo ascensos. Recordando que dichos ascensos fueron suspendidos por producirse una huelga de futbolistas.
Jugó persistente en la Primera "B" desde 1937 hasta 1969 (Un total de 33 años) logrando excelentes campañas en las temporadas 1949, 1950, 1960 y 1961 y su primer descenso llegó recién en el año 1969.
Vuelve a su sitial a la Primera B en el 1974, después de haber demostrado ser una de lo mejores en la temporada y consagrarse Sub-Campeón detrás de Central Córdoba en 1973.
Para 1984 logró el torneo de la Primera D, con una marca de 14 triunfos seguidos, y en el 1986 llegó nuevamente a la B, luego de una reestructuración con seis ascensos, que a partir de ese año pasó a ser la tercera categoría.
La tuvo que remontar y logró entonces el ascenso en el torneo de la temporada 1991-92 en la Primera C luego de un Octogonal.
Para la temporada 1992-93 en la Primera "B" luego de una gran campaña en donde finalizó en la cuarta posición y logró la clasificación para los Zonales que se disputaban en esa época y debió enfrentarse en partidos de ida y vuelta estos dos partidos al conjunto de Gimnasia y Esgrima de Jujuy por el Zonal Noroeste quedando muy cerca de ascender al Nacional "B".   
En 1994 logró el Torneo Apertura de la "B" y quedó al borde del ascenso al Nacional B ante Atlanta, luego de dos partidos memorables en Racing y Ferro con una multitud de público en ambos encuentros que fue récord en la categoría por años, no obstante perdió ambos encuentros contra el club bohemio y posteriormente fue eliminado por Tigre en el octogonal.
Nuevamente en la temporada de 1996-97, tuvo la posibilidad de ascender y cayó en la final por ese ascenso a la Primera "B" Nacional ante San Miguel después de sendos encuentros disputados en Estudiantes y Platense respectivamente.
En 1999 después de 7 años en la B, descendió a la Primera C.

### Siglo XXI
En 2008 tras permanecer 9 años en la C, desciende a la Primera D.  En 2011, salió campeón de la quinta y última categoría del Fútbol Argentino, conocida como Primera "D", al ganarle 3 a 1 a Ituzaingó a una fecha del final del torneo.  En 2013, volvió a jugar el clásico contra San Telmo, después de 14 años, en el cual su resultado, fue 1 a 1, se jugó en cancha de Dock Sud, la cual fueron casi 8000 hinchas. Para el segundo semestre del 2014 jugó el Torneo de Transición de la Primera C donde llegó a la final luego de dejar afuera en semis a San Telmo y perder la final ante Deportivo Riestra. 
El 13 de marzo de 2019 fue una fecha histórica para el club, dado que participó por primera vez en los 32avos de final de la Copa Argentina 2018-19 en la cual se enfrentó en cancha de Atlético Rafaela al Club Atlético Patronato de Entre Ríos quien en ese momento militaba en Primera División, empatando 1 a 1 en los 90 minutos y luego cayendo 2 a 1 por penales. 
El 5 de marzo de 2020 fue otra fecha histórica para el club, participó por segunda vez consecutiva en los 32avos de final de la Copa Argentina 2019-20, donde enfrentó al equipo de primera división Unión de Santa Fe, nuevamente en la cancha de Atlético de Rafaela, empatando en los 90 minutos 1 a 1 y luego venciendo 6 a 5 por penales. Logrando pasar por primera vez a los 16avos del certamen donde luego fue eliminado por Gimnasia y Esgrima de La Plata al perder 5 a 0.

#### Campeón de la Primera C 2021 y ascenso a la Primera B Metropolitana.
El 28 de noviembre de 2021 venció a Berazategui por 2 a 0 con goles de Iván Álvarez y Caruso en la final del campeonato de Primera C, logrando el ascenso a la Primera B después de 22 años. El equipo dirigido por Guillermo De Lucca llegó a este objetivo luego de adjudicarse la primera parte del campeonato que le dio derecho a jugar la final con el ganador de la segunda parte que fue Berazategui.

### Actualidad
En el Torneo Apertura 2023, bajo una gran campaña, disputó hasta las últimas fechas por ganar el torneo y acceder a la final por el primer ascenso, quedando a dos puntos de San Miguel.

## Uniforme
- Uniforme titular: camiseta azul con rayas amarillas, pantalón azul, medias azules.
- Uniforme alternativo: camiseta blanca, pantalón blanco, medias blancas.
- Uniforme tercero: camiseta roja con rayas verdes, pantalón rojo, medias rojas.

| Titular 2024 | Suplente 2024 |

### Patrocinio
La vestimenta es de Adidas y el sponsor es Nike, Elubermanija y Panpuf
| Período       | Proveedor |
| ------------- | --------- |
| 1975-1977     | Texport   |
| 1978-1982     | Uribarri  |
| 1982-1984     | Adidas    |
| 1985-1992     | Fulvence  |
| 1992-1994     | Nanque    |
| 1994-1999     | Adidas    |
| 1999-2002     | Envión    |
| 2002-2007     | Dana      |
| 2007-2008     | Ohcan     |
| 2008-2011     | Dana      |
| 2011          | Erreà     |
| 2012          | Vi Sports |
| 2013-2017     | Retiel    |
| 2017          | Dana      |
| 2018-2019     | Meglio    |
| 2019-presente | Vilter    |

| Período       | Patrocinador                                             |
| ------------- | -------------------------------------------------------- |
| 1981-1982     | Automotores Dock Sud                                     |
| 1983-1984     | Amiantos Suchan -Electricidad Sarandi                    |
| 1985-1992     | Fulvence                                                 |
| 1992-1996     | Viviendas Rolón                                          |
| 1996-1998     | Autoservicio Nucleo/Bruno Bulones                        |
| 1998-1999     | Fruglace                                                 |
| 1999-2000     | Bruno Bulones                                            |
| 2000-2001     | Garantía Compañía Argentina de Seguros                   |
| 2001-2008     | Bingo Avellaneda                                         |
| 2008-2016     | Bingo Avellaneda/Record Amortiguadores                   |
| 2017          | Record Amortiguadores                                    |
| 2018          | Mercocarga                                               |
| 2018-2019     | Emmesol/Record Amortiguadores                            |
| 2019-2020     | Adan Card                                                |
| 2020-2021     | Audifarm Salud/King of Technology                        |
| 2021          | Audifarm Salud/HLB Pharma/Giovannoni/King of Technology  |
| 2022          | Audifarm Salud/King of Technology/El Reciclado del Docke |
| 2023          | Prensadora Quilmes/El Reciclado del Docke/Data Cloud     |
| 2024-Presente | Prensadora Quilmes/CartaSur/Data Cloud                   |

## Estadio
El estadio de Sportivo Dock Sud es Conocido como el Estadio de los Inmigrantes y fue inaugurado el 12 de diciembre de 1926 por haber sido fundado justamente por inmigrantes que llegaron a la localidad. El mismo tiene una capacidad para 9500 personas por la nueva tribuna de hormigón armado inaugurada el 20 de junio de 2009 y la nueva platea de cemento que dio a luz el 20 de octubre de 2014 . Está ubicado en la Avenida Debenedetti esquina Ingeniero Huergo, en la ciudad de Dock Sud. 

## Escudo
Posee once bastones que contienen los colores azul y oro y las siglas significan Club Sportivo Dock Sud.

## Clásico
El clásico rival de Dock Sud es San Telmo. es uno de los más tradicionales del fútbol de ascenso en la República Argentina. San Telmo fundado unos años antes que su rival de toda la vida, se afincó a partir de 1929 en la Isla Maciel y a partir de ahí, la rivalidad por la cercana vecindad, se agigantó. El primer encuentro jugado entre ambos, fue un año antes, más precisamente el 6/5/28 en cancha de los darseneros, siendo favorable el resultado para estos por 2 a 0, en la revancha, unos meses después, en Aristóbulo del Valle y Gaboto, donde en ese tiempo el Santo (así se lo denominaba a San Telmo) hizo las veces de local al perder su estadio de Azopardo y Garay en 1926, lo venció por 3 a 2, con dos goles de Francisco Sponda y De Mare el restante, siendo esta la única victoria de San Telmo ante el Docke en el amateurismo. -En el profesionalismo, donde San Telmo comenzó a participar recién en 1943, se vieron las caras por primera vez en 1957, un 22 de junio, en que San Telmo recientemente ascendido a la "B", lo goleara en cancha de su vecino por 4 a 1 con goles de Irigoyen en tres oportunidades y Strah la restante.
Una singular paridad surgió en esta nueva etapa del fútbol, en el amateurismo, el Docke, fue el que estuvo arriba en el historial, en el profesionalismo se registra una mayor diferencia
, con 32 triunfos para Dock Sud, 15 para San Telmo y 30 empates. El 4 de agosto de 1990, fue la fecha de la última visita del Docke a la Isla, ese día igualaron en un tanto por bando, goles de Silvio Duarte para el Docke y Martin (Lute) Castiñeira para el candombero de ahí en más, San Telmo tuvo que apelar a otros escenarios para recibirlo, porque así lo determinaron los organismos de seguridad, hasta el 29 de abril de 2014 fecha en que se volvió a jugar el clásico en la Isla Maciel que terminó igualado en cero.
Catorce años estuvieron sin enfrentarse entre ambos, el último partido antes de este prolongado lapso, se llevó a cabo en El Porvenir el 25 de abril de 1999, donde San Telmo con gol de Facundo Trigueros se impuso por 1 a 0, esa temporada el Docke descendió de la Primera B Metropolitana a la Primera C y no se volvieron a enfrentar hasta mucho tiempo después.
Volvieron a cruzarse tras el descenso de San Telmo a la Primera C luego de 14 años, en noviembre de 2013 en un partido en el que empataron 1 a 1 con goles de Perassi para el candombero y Rodriguez para Dock Sud, luego de este cotejo jugaron cinco partidos más (siempre en la Primera C) en los cuales se registraron 2 victorias para Dock Sud, 1 para San Telmo y tres empates.

## Presidentes
- 1916 : Ramón Mendiburu
- 1916 - 1918: Adolfo Cerrone
- 1919: Juan Murchio
- 1920 - 1922: Santiago Moro
- 1923 - 1927: Nelson Mortimer
- 1928 - 1932: Juan J. Álvarez
- 1933 - 1935: Armando Ascheri
- 1936: Juan J. Alvarez
- 1936: Natalio Del Santo
- 1937 - 1938: José Brandoni
- 1939 - 1941: Andrés Zapaterio
- 1942 - 1943: Pedro Tabar
- 1944 - 1945: Gerónimo Rebagliati
- 1946: Vicente Cereseto
- 1947 - 1948: Natalio Del Santo
- 1949: Benjamin Fernandez Gutiérrez
- 1950: Raul Luzuriaga
- 1951 - 1953: José M.Blanco
- 1954 - 1955: Luciano La Cámera
- 1956 - 1957: José B. Rivero - Osvaldo Parodi
- 1958: Nazareno Príncipe - Luciano L. Camera
- 1959 - 1960: Bernardo Bremestul
- 1961 - 1962: José Martinez Sieira
- 1963: Armando De Césaris
- 1964 - 1965: Santiago Zuvik
- 1966: José Martinez Sieira
- 1967 - 1969: Oscar V. Gotuzzo
- 1970 - 1976: Bernardo Bremestul
- 1977: Francisco Leiras
- 1978 - 1982: Juan P. Marchione
- 1982 - 1983: Rubén De Césaris
- 1984 - 1985: Bernardo Bremestul
- 1985 - 1988: José Martinez Sieira
- 1988 - 1990: Bernardo Bremestul
- 1990 - 1997: Norberto Álvarez
- 1997 - 2002: Daniel Ferro
- 2003: Angel Amoia
- 2003 - 2008: Abel Frutos
- 2008 - 2017: Anibal Campanini
- 2017 - 2018: Cristian Frattini
- 2018 - : Hernan Zvizer

## Datos del club

### Trayectoria
Actualizado hasta la temporada 2024 inclusive.
Total de temporadas en AFA: 110
 Aclaración: Las temporadas no siempre son equivalentes a los años. Se registran cuatro temporadas cortas: 1986, 2014, 2016 y 2020.

- Temporadas en Primera División: 7 (1922-1926 y 1933-1934).
- Temporadas en Segunda División: 45
  - en Intermedia: 1 (1921).
  - en Segunda División: 6 (1927-1932).
  - en Primera B: 38 (1935-1969, 1974-1976)
- Temporadas en Tercera División: 28
  - en Segunda División: 4 (1917-1920).
  - en Primera B: 11 (1986/87, 1992/93-1998/99, 2022-presente)
  - en Primera C: 13 (1970-1973, 1977-1983, 1985-1986)
- Temporadas en Cuarta División: 27
  - en Primera C: 26 (1987/88-1991/92, 1999/00-2007/08 y 2011/12-2021)
  - en Primera D: 1 (1984)
- Temporadas en Quinta División: 3
  - en Primera D: 3 (2008/09-2010/11)

##### Total
- Temporadas en Primera División: 7

- Temporadas en Segunda División: 45

- Temporadas en Tercera División: 28

- Temporadas en Cuarta División: 27

- Temporadas en Quinta División: 3

## Palmarés

### Era amateur
- Primera División Argentina (1): 1933 AFAP
- Segunda División de Argentina (2): División Intermedia 1921 AAF,[6][7] División B 1932 AAF.[8]
- Tercera División de Argentina (1): 1920 AAF.

### Era profesional
- Segunda División de Argentina: (1) 1936.[9]
- Cuarta División de Argentina: (2) Primera D 1984, Primera C 2021
- Quinta División de Argentina: (1) Primera D 2010/11

### Otros logros
- Segunda División de Argentina:
  - Ganador Zona A Primera B: 1948 (Sin ascenso)
- Tercera División de Argentina:
  - Ascenso a Primera B como Subcampeón: 1973
  - Ascenso a Primera B como Ganador del Grupo A y vencedor de la final: Primera C 1986
  - Torneo Reducido de Ascenso a Primera B: 1991/92
  - Apertura de Primera B: 1994
- Cuarta División de Argentina:
  - Apertura de Primera C: 2021

### Máximas goleadas
- En Primera B: 11-1 a Estudiantes de Caseros en 1940
- En Primera C: 7-0 a San Martín de Burzaco en 1985
- En Primera D: 8-0 a Cañuelas en 1984
- En Primera C: 6-0 a Excursionistas en 2008
- En Primera D: 5-2 a Claypole en 2009

### Peores derrotas
- En Primera Amateur: 0-5 vs Huracán en 1922 y 1925
- En Primera B: 1-11 vs Newell's Old Boys en 1961
- En Primera B: 5-10 vs. Temperley en 1946
- En Primera B Metro: 2-7 vs Talleres (RdE) en 1995
- En Primera C: 2-7 vs Talleres (RdE) en 1978; 1-6 vs Liniers en 2013